# مسجد شاه‌جهان

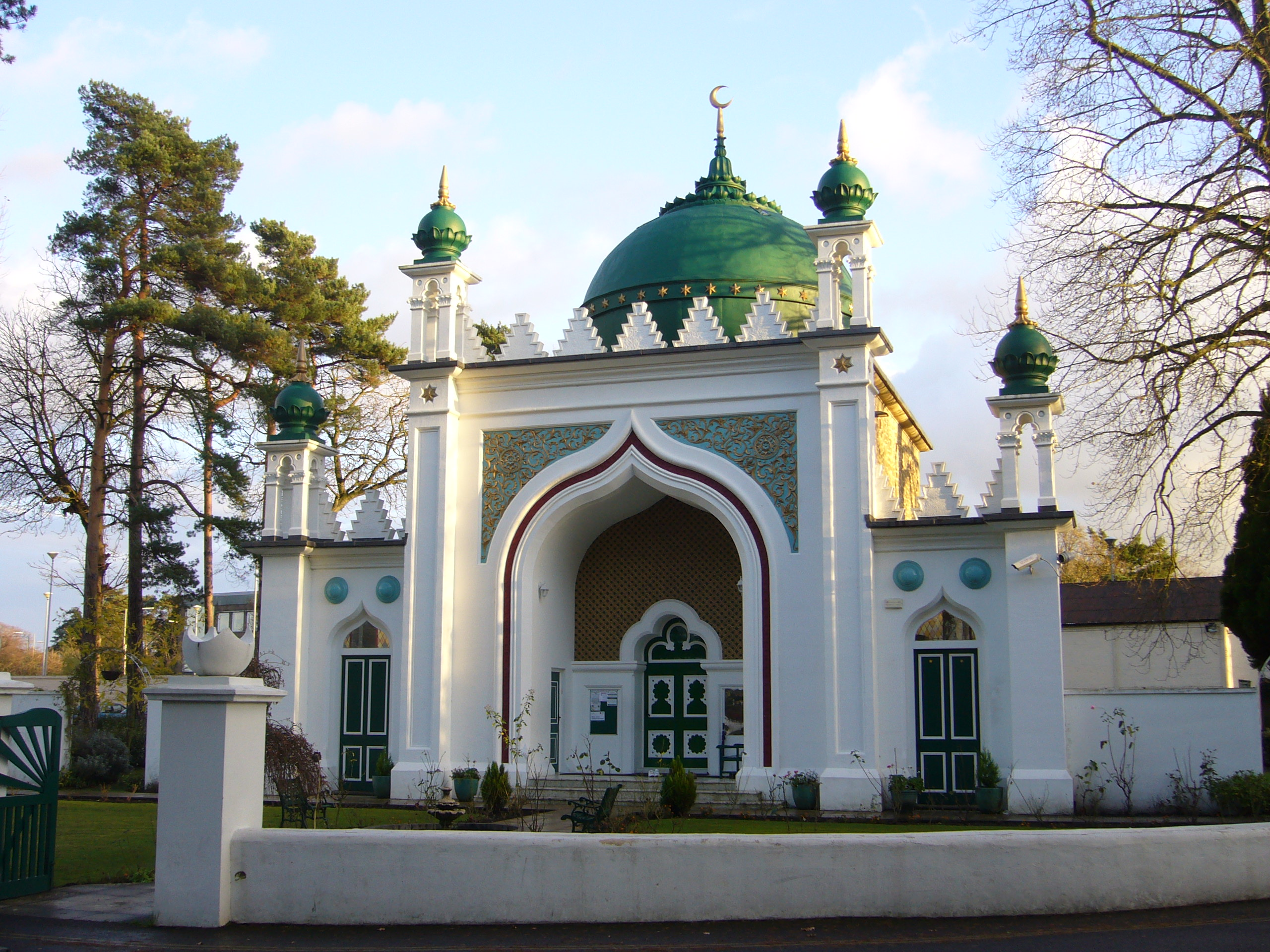
مسجد شاه‌جهان

مسجد شاه‌جهان (به انگلیسی: Shah Jahan Mosque)اولین مسجد ساخته‌شده در بریتانیا است که در سال ۱۸۸۹ در شهر وکینگ واقع در در ۵۰ کیلومتری لندن توسط گوتلیب ویلهلم لایتنر مجارستانی-بریتانیایی که یک مسیحی بود، برای پیروان فرقه‌ی احمدیه ساخته شد.

## معرفی
نخستین بار لایتنر زمین مسجد شاه جهان را خریداری کرده و مؤسسه ترویج ادبیات شرقی را در محوطه مسجد تأسیس نمود. در آن زمان مسجد تنها محل رسمی عبادت اسلامی در بریتانیا بوده و مقامات و دانشجویان و مهمانان مهمی از جمله عبدالکریم وزیر مسلمان هندی ملکه به این مسجد رفت و آمد داشتند. اما با مرگ لایتنر در سال ۱۸۹۹ مسجد بسته شد.
از زمان مرگ لایتنر، پایه‌گذار مؤسسه ترویج ادبیات شرق، تا سال ۱۹۱۲ شاه جهان رونق و اهمیت گذشته خود را از دست داد و پس از مرگ لایتنر، پسر او سعی داشت که مسجد را بفروشد اما خواجه کمال‌الدین یکی از وزرای برجسته کشمیری و بنیانگذار دفتر کاری مسلمانان در وکینگ از دست او به دادگاه شکایت کرد و در نهایت موفق شد با قیمتی کم، شاه جهان را از پسر لایتنر بخرد. پس از آن خواجه شروع به بازسازی، تعمیر و احیای مسجد نمود و بار دیگر درهای شاه جهان در سال ۱۹۱۳ به روی عموم باز شد.
پس از این بازگشایی دوباره شاه جهان رونق گذشته خود را مجدداً به دست آورد، مقامات سلطنتی مختلفی برای بازدید به مسجد می‌آمدند و شاه جهان تبدیل به مهم‌ترین و معروف‌ترین مرکز اسلامی در بریتانیا شد. طی جنگ جهانی اول لرد هدلی از دولت بریتانیا تقاضا نمود تا سربازان هندی را در زمین‌های نزدیک مسجد دفن کنند که تا سال ۱۹۱۷ در زمین‌های اطراف شاه جهان، ۱۹ سرباز هندی دفن شدند.
تا قبل از ورود مهاجران پاکستانی به بریتانیا در سال ۱۹۶۰ مسجد شاه جهان تنها مرکز فعالیت‌های اسلامی در بریتانیا بود و نشریه نگاه اسلامی نیز از این مسجد منتشر شد.
همچنین از دیگر فعالیت‌های فرهنگی مهم از این مسجد می‌توان به چاپ و انتشار ترجمه انگلیسی قرآن توسط مولانا محمد علی از اعضای نهضت احمدیه (نهضت ترجمه قرآن به انگلیسی) اشاره کرد.
از سال ۱۹۶۰، کم‌کم از میزان تأثیر شاه جهان کاسته شد و بار دیگر شاه جهان در خاموشی فرو رفت. هم چنین شاه جهان در سال ۲۰۱۶، پس سیل در شهر وکینگ، خسارت زیادی دیده‌است.

## معماری
معماری و طراحی این مسجد توسط اسحاق چمبرز معمار مشهور آن دوره انجام شد. اما این مسجد توسط ویلهلم لایتنر، مستشرق به نام انگلیسی، ساخته شد. در ساخت مسجد شاه جهان از سنگ‌های گرانیت استفاده شده و همچنین بنای ساختمان مسجد شامل گنبد، مناره و حیاط است. سبک ساخت مسجد ازجمله برجسته‌ترین سبک‌های ساخت در آن زمان می‌باشد.